# Palaió Keramídi
Palaió Keramídi är en ort i Grekland.   Den ligger i prefekturen Nomós Pierías och regionen Mellersta Makedonien, i den norra delen av landet, 280 km norr om huvudstaden Aten. Palaió Keramídi ligger 156 meter över havet och antalet invånare är 793.
Terrängen runt Palaió Keramídi är platt åt sydost, men åt nordväst är den kuperad.  Närmaste större samhälle är Kateríni, 6,1 km sydost om Palaió Keramídi. Trakten runt Palaió Keramídi består till största delen av jordbruksmark.